# Кам'янка іспанська
Ка́м'янка іспа́нська (Oenanthe hispanica) — вид птахів родини мухоловкових. Раніше вважалось, що в Україні в Гірському Криму гніздиться підвид O. h. melanoleuca, однак сучасні дослідження виділили його в окремий вид - кам'янка строката.

## Опис

### Морфологічні ознаки
Для виду характерне явище поліморфізму, що проявляється у співвідношеннях чорного і білого забарвлення в області голови і шиї у самців. Раніше виділяли дві раси (підвиди) — східну і західну, які називали східна кам'янка іспанська (O. h. melanoleuca) і західна кам'янка іспанська (O. h. hispanica). В обох форм птахи можуть мати або не мати чорного забарвлення на горлі. Спина у східних підвидів біла, а у західних — від бежевого до кремового кольору. Степанян Л.О. в межах цих двох підвидів виділяє 4 морфи: «melanoleuca», «gaddi», «caterinae», «amphileuca». Сьогодні східний підвид виділено в окремий вид - кам'янка строката.
Невеликий птах, розміром з горобця. Маса тіла 15-22 г, довжина тіла біля 15 см. Дорослий самець у шлюбному вбранні білий, з рудим відтінком: горло чорне або біле; вуздечка, покривні пера вух і крила чорні; надхвістя біле; хвіст білий, з майже повністю чорними центральними стерновими перами та різного розміру чорними плямами на верхівці інших стернових пер, через що на кінці хвоста може утворюватися вузька чорна смуга, на крайніх стернових перах вона ширша; дзьоб і ноги чорні; у позашлюбному вбранні пера темних частин зі світлою облямівкою; рудий відтінок в оперенні виразніший. Доросла самка y шлюбному оперенні зверху бура; вуздечка, покривні пера вух і крила темно-бурі; горло білувате або темно-буре; низ світло-вохристий воло і боки тулуба іржасто-вохристі; у позашлюбному вбранні пера темних частин тіла зі світлою облямівкою. Молодий птах подібний до дорослої самки у позашлюбному оперенні.
Дорослий самець іспанської кам'янки від дорослого самця лисої кам'янки відрізняється світлою спиною, а частина особин також білим горлом; доросла самка іспанської кам'янки від дорослої самки лисої кам'янки — або білуватим горлом, або світлим волом, хоча у позашлюбному оперенні відрізнити важко. Молодий птах від молодої лисої кам'янки відрізняється світлими горлом і низом тулуба, але особини з темним горлом майже не розрізняються.

### Звуки
Співає, як правило, під час шлюбного польоту. Пісня коротка, дещо нагадує пісню чечевиці, але тріскучіша; поклик — різке «чсч» і хрипке «шрр».

## Поширення
Ареал охоплює: Північно-Західну Африку, Піренейський півострів, південно-східну Францію.
Кам'янка іспанська є мігруючим видом, відлітає на зимівлю через Середземне море і Сахару до африканської Сахелі. 

## Чисельність
Чисельність в Європі оцінена в 1,4—3,3 млн пар, в Україні гніздить не більше 50 пар. Європейська популяція складає близько 55 % світової. Чисельність виду скорочується.

## Місця існування
Населяє відкриті кам'янисті з чагарниками біотопи, часто в пересіченій місцевості (схили гір та передгір'я). Як правило, це сухі степи, вапнякові пагорби, рілля, що оточують ліси з ялівцю, тетраклінісу, маслин, дубів тощо. Трапляється також у садах, виноградниках та інших оброблюваних територіях.

## Гніздування

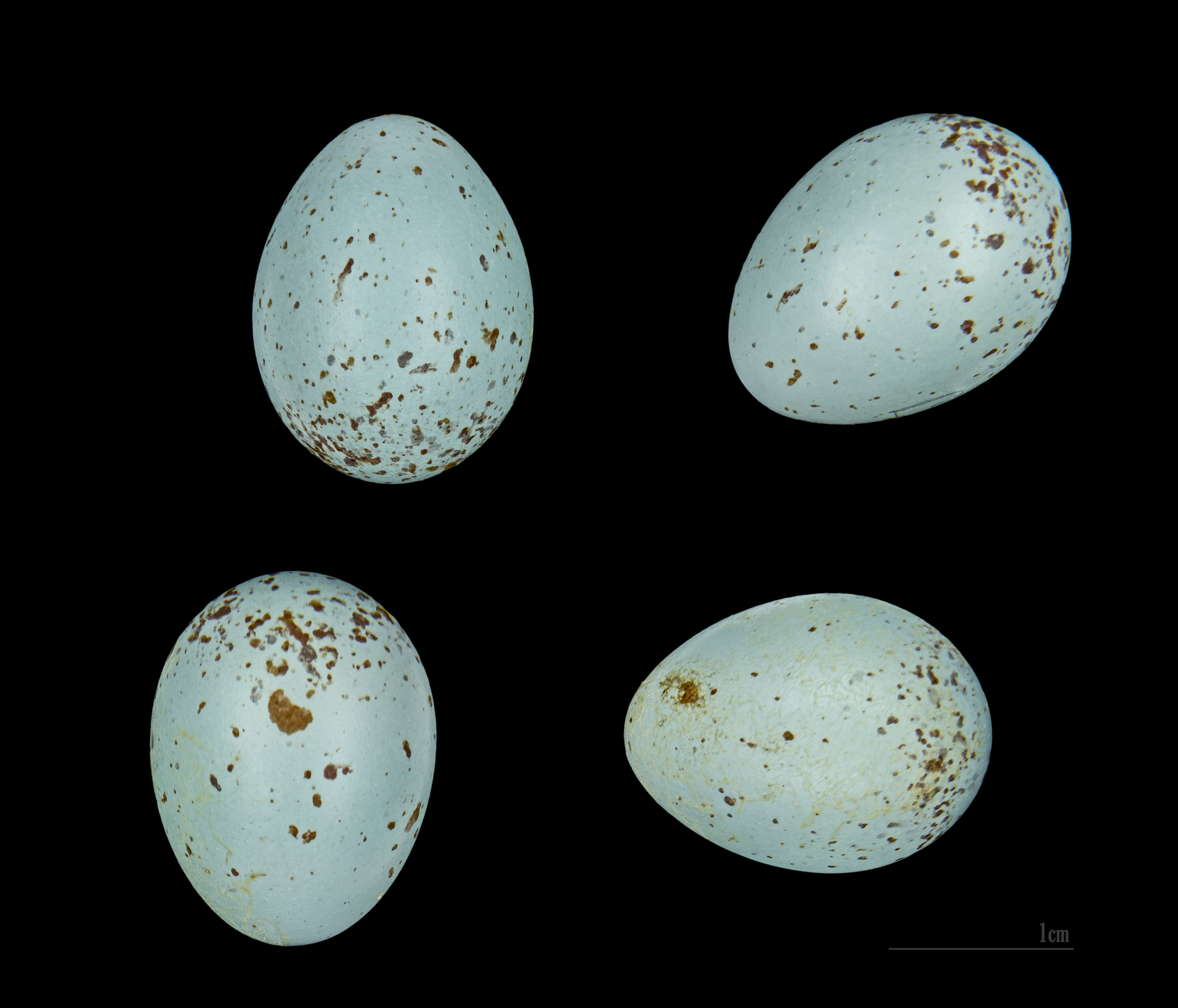
Яйця в оологічній колекції

Гніздовий період триває протягом березня — червня в Північно-Західний Африці, з кінця квітня — в Іспанії, з початку травня в Греції та на Кавказі. Гніздо у вигляді плоскої чашечки, сплетено зі шматочків рослин, моху та волокон, лоток вистелено шерстю та пухом. Птахи розміщують його на землі під каменем чи кущем, в ямці, або ж отворі в руїнах споруд. У кладці 3-6 (як правило, 4-5) яєць, яку насиджує самка протягом 13-14 днів. Молоді птахи залишають гніздо у віці 11-14 днів, але їх ще підгодовують батьки до 22 днів.

## Живлення
Живиться головним чином комахами, павуками, а також ягодами та насінням. Здобич вистежує з присади, стрибаючи за нею на землю, схоплюючи в повітрі на льоту чи наздоганяючи її на поверхні ґрунту.

## Загрози та охорона
Головними загрозами для виду є заліснення місць гніздування та інтенсифікація сільського господарства. Локально загрозу може становити хижацтво з боку лисиць і собак. Кам'янка іспанська перебуває під охороною Бернської конвенції (Додаток ІІ) та Боннської конвенції (Додаток ІІ).